# 존 프롬

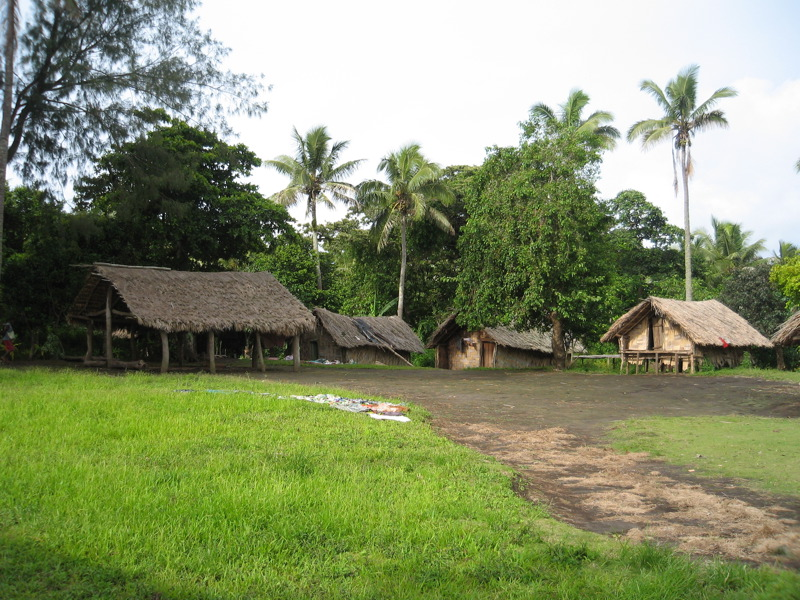
존 프롬 숭배자들의 집회당. 오세아니아 바누아투 탄나섬

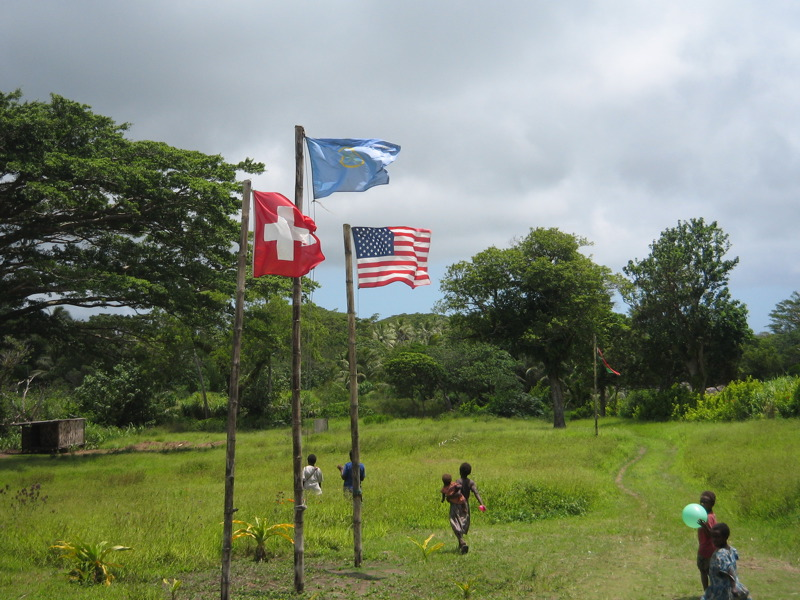
존 프롬 숭배자들이 거행하는 국기 계양의식.

존 프롬(영어: John Frum, John From 또는 Jon Frum)은 오세아니아 바누아투 탄나섬에서 숭배되는 가상의 인물이다. 존 프롬은 제2차 세계 대전 당시 미군에 복무하던 군인으로 여겨지는데, 섬 주민들은 그를 따르면 부와 풍요를 가져다 준다고 믿는다. 존 프롬 숭배 현상을 보도한 영국의 언론인 데이비드 애튼버러(David Attenborough)에 따르면, 탄나섬 주민들은 존 프롬을 다음과 같이 묘사한다.
| “ | 그는 당신처럼 생겼어요. 얼굴이 하얗죠. 키는 크고요. 그는 거대한 남 아메리카에 살아요 | ” |

## 같이 보기
- 화물 숭배
- 화물 숭배 과학